# 馬介欽
馬介欽，BBS（1951年—），中共政治人物、馬主、香港商人，佳寧娜及旗下佳寧娜飲食集團創辦人之一。他是佳寧娜飲食集團另一位創辦人馬介璋的弟弟。1965年畢業於位於九龍東頭村12座的佛教寶靜學校（第一屆畢業生），同年入讀九龍城中西英文書院。

## 學歷
- 美国摩利臣大学荣誉博士
- 香港教育大學荣誉院士

## 職銜
- 佳寧娜控股聯席主席及執行董事、佳寧娜飲食集團董事會主席，以及佳寧娜潮州酒樓董事以及若干佳寧娜企業附屬丶關聯公司董事。[4]

## 曾任公職
- 廣東省政協委員
- 香港潮州公會主席
- 城大基金理事會成員及榮譽會董
- 城大工商業領袖協會榮譽會長[5]

## 現任公職
- 香港中華廠商聯合會常務副會長
- 香港潮州商會常務會董

## 外部連結
- 達成集團
- 佳寧娜飲食集團 （页面存档备份，存于）